# Meersburg
Meersburg (tiếng Đức: [ˈmeːɐ̯sˌbʊʁk] ⓘ) là một thị trấn ở Baden-Württemberg, phía tây nam nước Đức. Nơi này nằm trên hồ Constance.

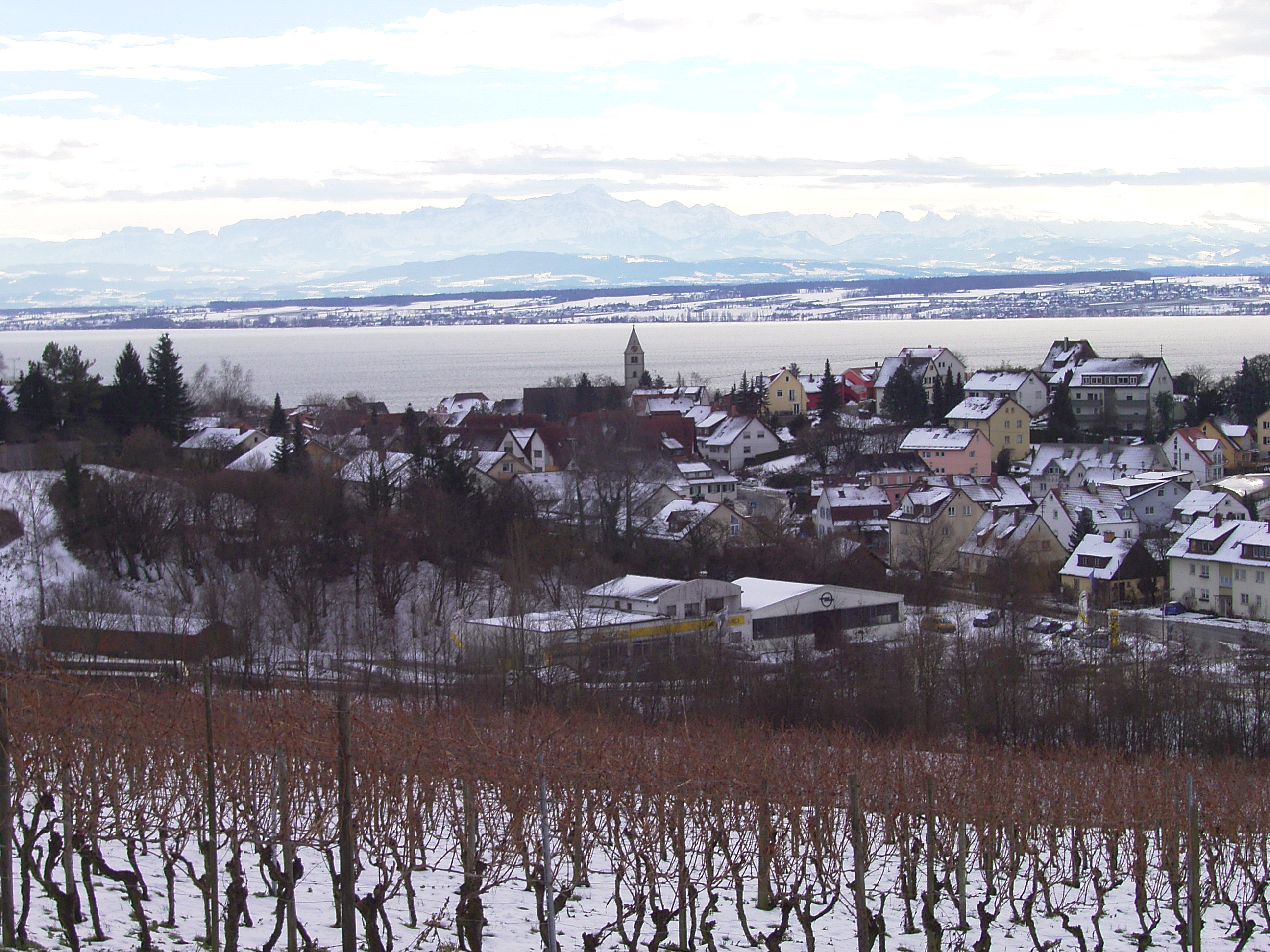
Vườn nho, Meersburg, Hồ Constance và dãy Alps

## Quan hệ

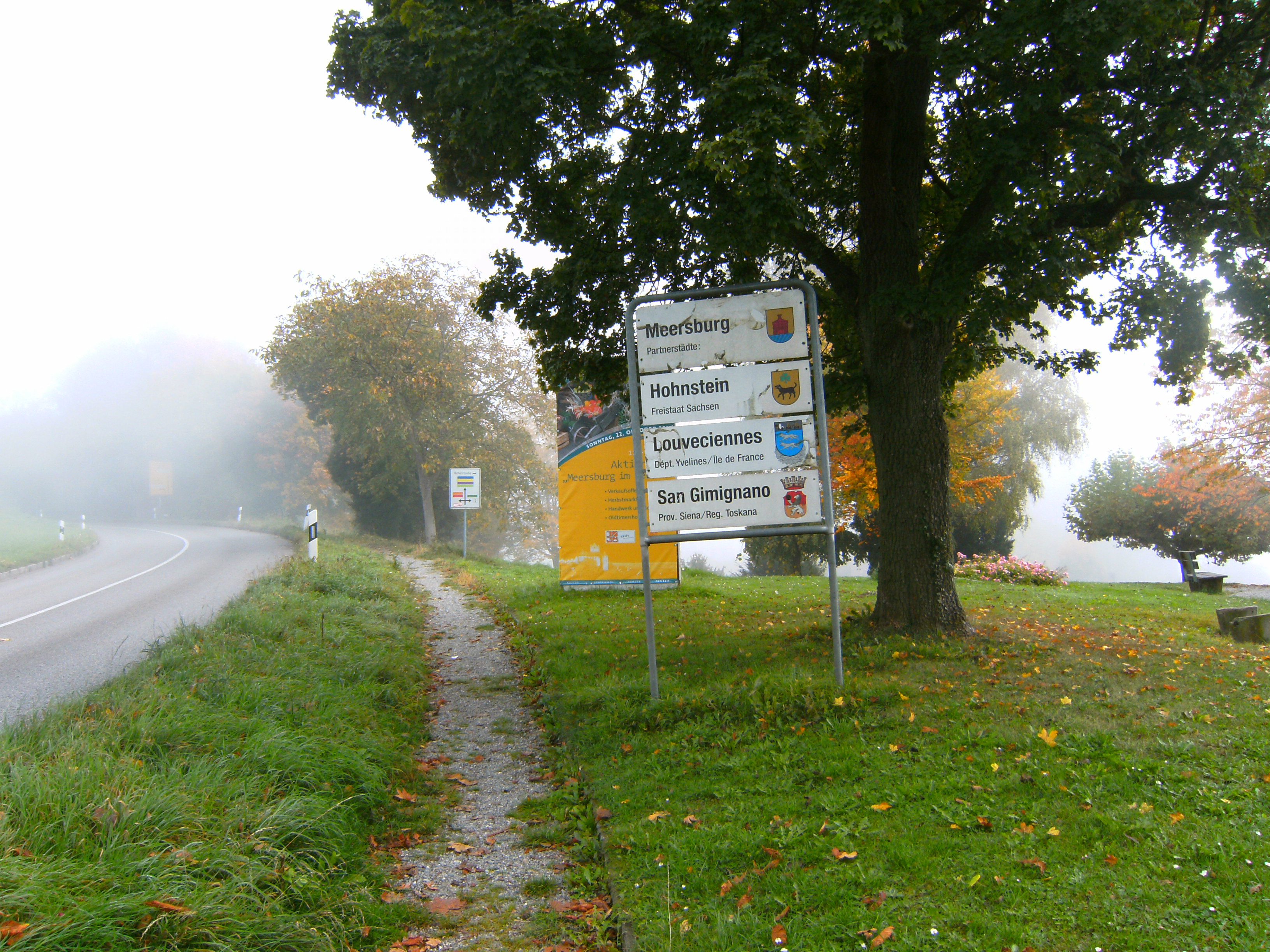
Bảng chỉ dẫn

Meersburg kết nghĩa với:
- Hohnstein, Sachsen, Đức – từ năm 1991
- Louveciennes, Pháp – từ năm 1991
- San Gimignano, Ý – từ năm 2002

## Thư viện ảnh

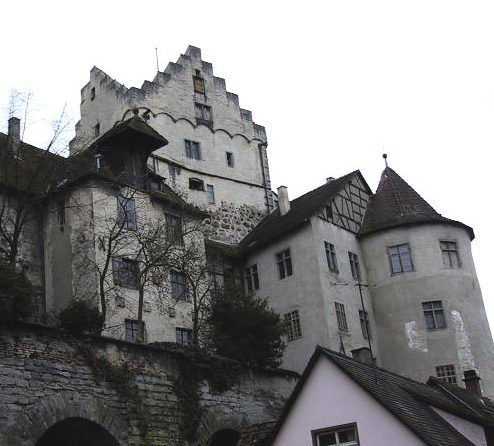
Lâu đài cổ ở Meersburg
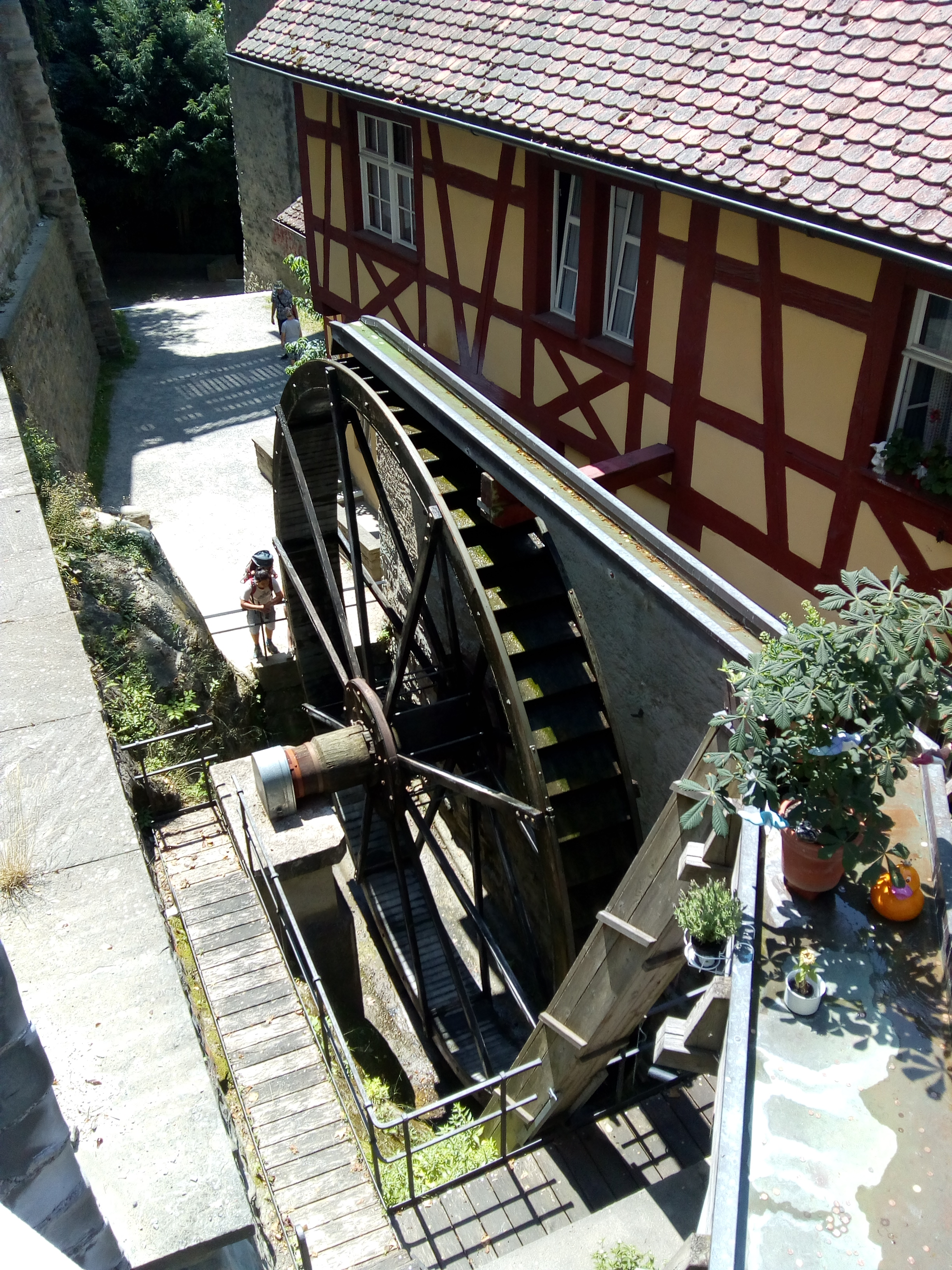
Nhà máy chạy bằng sức nước, hiện là nhà riêng gần Altes Schloss, Meersburg
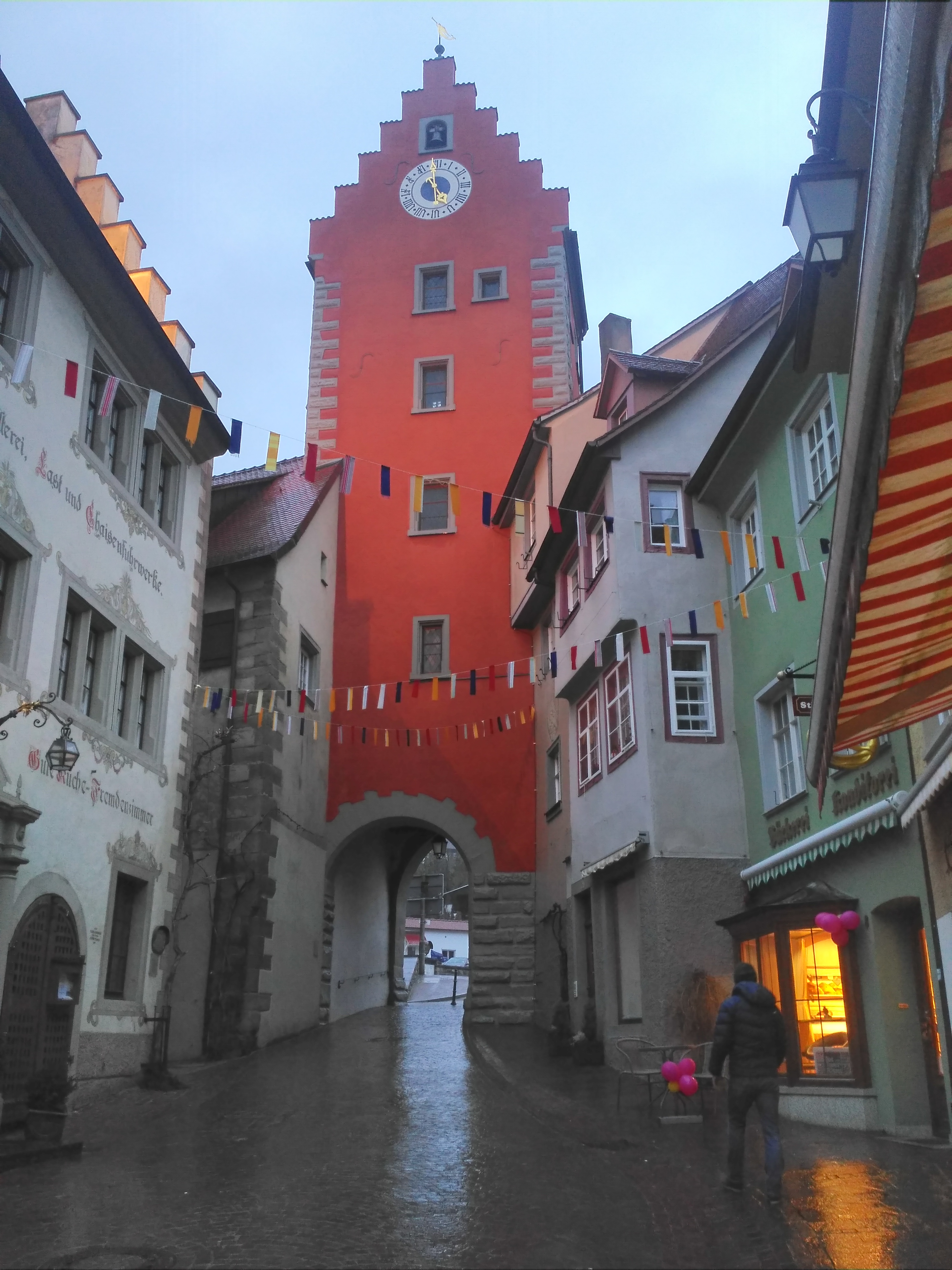
Cổng thành
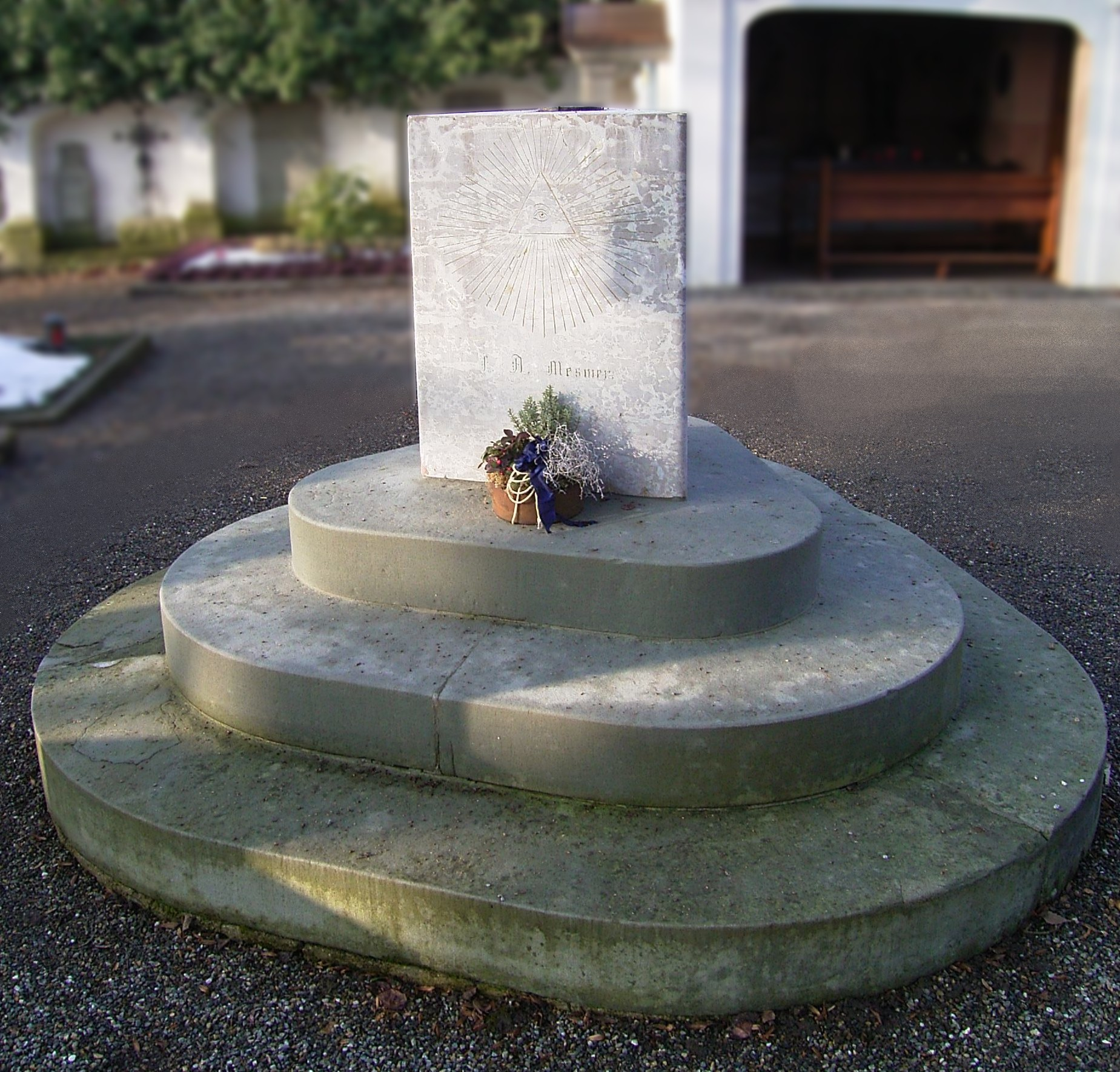
Bia mộ của Franz Anton Mesmer ở Meersburg
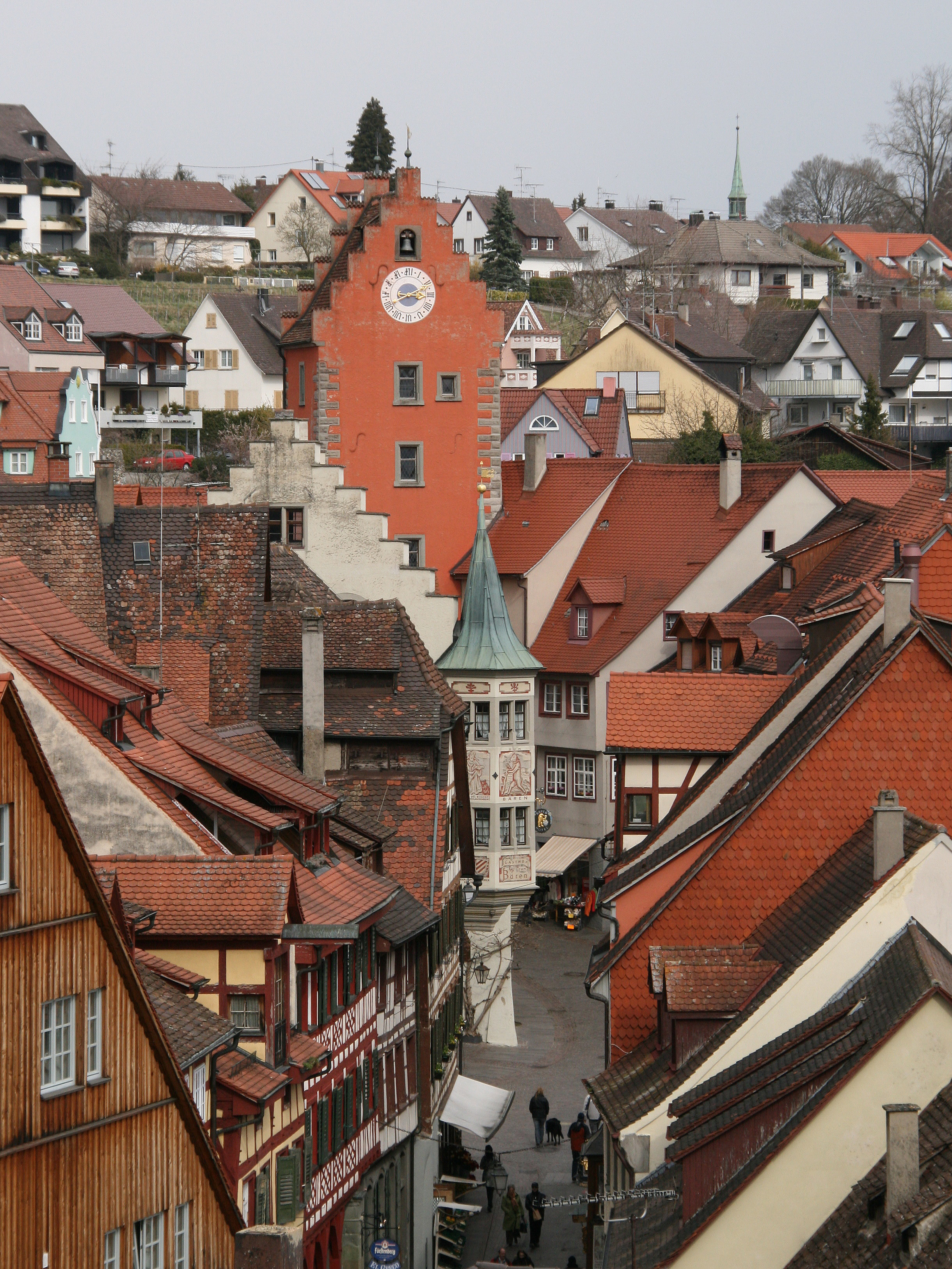
Quang cảnh trung tâm thị trấn